# Чубак сірий
Чубак сірий (Ptiliogonys cinereus) — вид горобцеподібних птахів родини чубакових (Ptiliogonatidae). Вид мешкає у тропічних вологих лісах, гірських субтропічних та тропічних чагарниках Гватемали та Мексики. Тіло сягає 21 см завдовжки.